# آگیلار د سگارا
آگیلار د سگارا (به اسپانیایی: Aguilar de Segarra) یک شهرستان در اسپانیا است که در کاتالونیا واقع شده‌است.

## خصوصیات
آگیلار د سگارا ۴۲٫۳۲ کیلومترمربع مساحت و ۲۵۲ نفر جمعیت دارد و ۴۸۰ متر بالاتر از سطح دریا واقع شده‌است.